# 半自主胞器
半自主胞器(英語 : semiautonomous organelles) 是細胞中可以自行合成蛋白質的胞器，目前已知的半自主胞器有粒線體及葉綠體。
半自主胞器擁有自身的遺傳物質DNA及核糖體，但因其基因組大小有限，故只能自製部分本身所需的蛋白質，能在細胞中自行增生，因此稱為半自主細胞器。
生物學家琳·馬古利斯（Lynn Margulis,1938~2011）認為：葉綠體及粒線體可能是由藍綠菌及異營性原核生物內共生於較大的細胞而形成的。